# Article personal
L'article personal és una categoria gramatical que té com a funció determinar un nom propi: en Pere, na Laia, etc. Les formes de l'article personal són les següents:
- Masculí singular: en, el --> apostrofat n', l'
- Femení singular: na, la --> apostrofat n', l'

En plural es fa servir les formes de l'article definit (les/els): els Riera.
Usos de l'article personal:
- En el català balear, es fa servir l'article personal en tots els casos: en Biel, n'Aina.[2]
- En els parlars del Principat de Catalunya es fa servir l'article definit amb els noms femenins i masculins començats per vocal: l'Albert, l'Aina, en canvi es fa servir l'article personal pels començats per consonant: en Joan.[3]
- En els parlars valencians, sovint s'ha cregut que no s'anteposa cap article als noms propis[4]; però la realitat és una mica diferent. En els parlars valencians, l’article en/na s'hi fa servir sobretot com a tractament de cortesia (noms de reis, per exemple). De més a més, aquests articles han sobreviscut en molta toponímia i és habitual que en alguns instituts i col·legis valencians els mestres de llengua rebin el tractament de en/na. D’altra banda, l’article el/la hi denota familiaritat o tracte col·loquial (quan hom parla de germans, cosins, fills, amics, etc.). Amb tot, la norma general, especialment en registres formals, és no fer servir articles personals.[5][6][7][8]

L'ús de l'article personal resulta adequat en els registres informals, però no s'ha d'usar en els registres formals com en els informatius perquè dona un significat de familiaritat.
L'article personal no es fa servir quan :
- Ens referim a personatges històrics o famosos
- Cridem l'atenció d'una persona perquè reaccioni.
- Fem saber quin nom té una persona : dir-se
- Introduïm el nom o el cognom amb les paraules senyor / senyora i altres tractaments